# Guntmadingen
Guntmadingen es una comuna suiza del cantón de Schaffhausen. Limita al norte con la comuna de Löhningen, al este con Beringen, al sureste con Neuhausen am Rheinfall, al sur con Jestetten (DE-BW), y al oeste con Neunkirch.

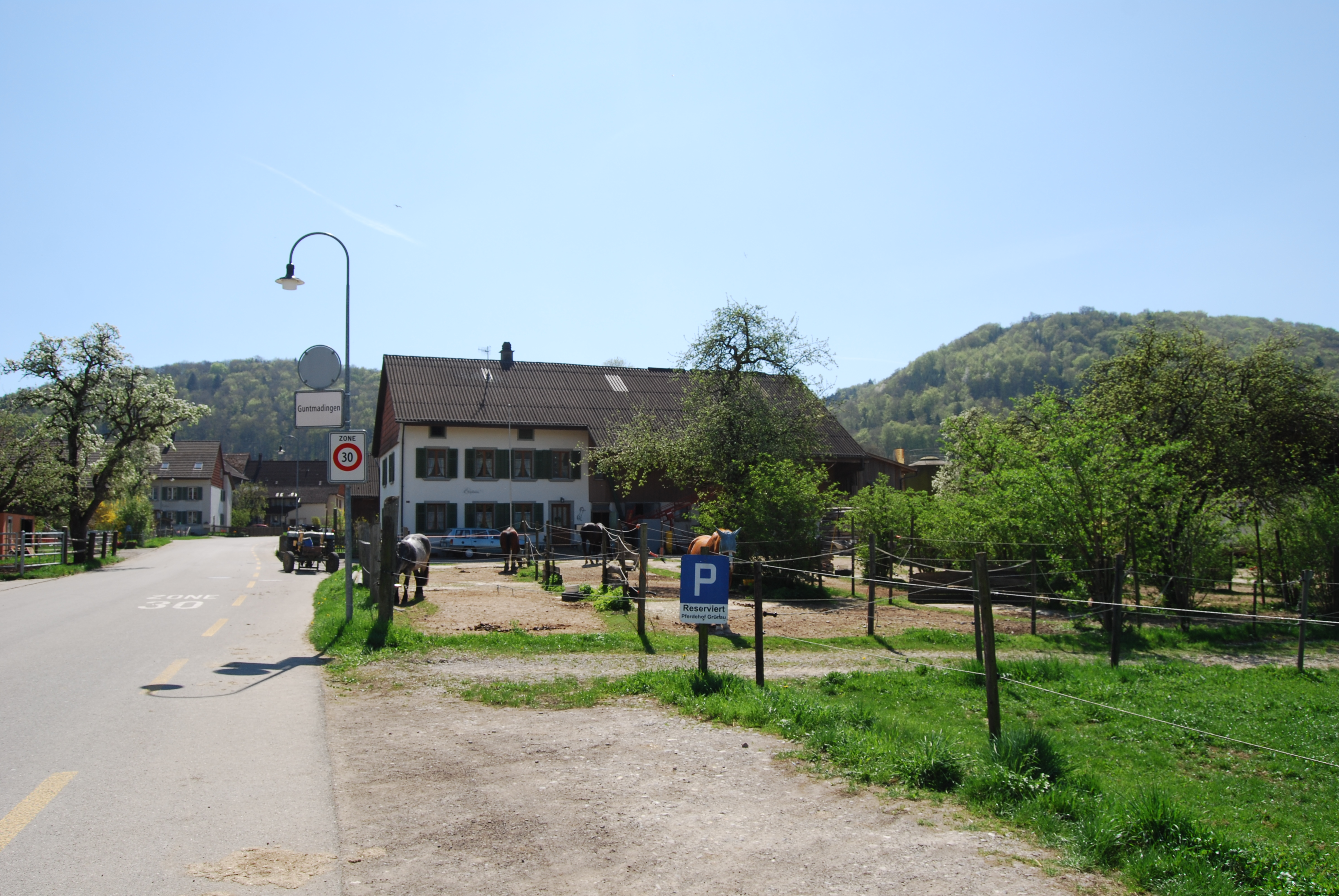
Guntmadingen